# کبوتر پس‌سرپولکی
 کبوتر پس‌سرپولکی (نام علمی: Patagioenas squamosa) نام یک گونه از سرده کبوتر میدانی آمریکایی است.